# Carolina White
Carolina White (Boston, 23 de mayo de 1886-Roma, 5 de octubre de 1961) fue una soprano de ópera estadounidense que tuvo una activa carrera interpretativa durante las tres primeras décadas del siglo XX. Después de comenzar su carrera como soprano de concierto en Boston en 1905, se fue a Europa, donde se estableció como soprano líder en Italia y Suiza, comenzando en el Teatro de San Carlos en 1908. Después de aparecer en los principales teatros de ópera como La Scala y La Fenice, White dejó Europa en 1910 para unirse a la lista de artistas de la Chicago Grand Opera Company, donde fue una de las principales soprano hasta 1914. Después de esto, estuvo activa principalmente como soprano de concierto hasta 1922. Realizó varias grabaciones para Columbia Records durante la segunda década del siglo XX.
Además de su trabajo como soprano, White tuvo una breve carrera como actriz, apareciendo junto a Enrico Caruso en la película muda My Cousin (1918). Hoy es mejor recordada por interpretar papeles principales en los estrenos de varias óperas en los Estados Unidos; incluidos los estrenos estadounidenses de El secreto de Susana de Wolf-Ferrari en 1911 e Las joyas de la señora en 1912, y Zingari de Leoncavallo en 1913. También fue una de las primeras intérpretes en interpretar a Minnie en La fanciulla del West de Puccini; interpretando ese papel poco después de su estreno mundial en Nueva York en 1910 para las primeras representaciones de esa ópera en las ciudades de Chicago (1910), Milwaukee (1910) y Boston (1911). White tuvo un éxito crítico en muchos roles. Fue particularmente admirada por su interpretación del papel principal en Aida de Verdi.

## Vida y carrera
Nacida en el barrio de Dorchester de Boston, Massachusetts, White se graduó de la escuela secundaria en Brighton en su ciudad natal a la edad de 17 años. Estudió canto en Boston con Weldon Hunt durante cinco años antes de continuar su formación vocal en Nápoles, Italia, con Frederick Roberti y Carlo Sebastiani. Posteriormente estudió en esa ciudad con el director de orquesta Paolo Longone; finalmente casándose con él en 1910.
White comenzó su carrera como cantante profesional como soprano de concierto en Boston en 1905. Hizo su debut profesional en la ópera en 1908 en el Teatro de San Carlos de Nápoles como Gutrune en El ocaso de los dioses de Wagner. En ese teatro de ópera tuvo más éxitos en el papel principal de Aida de Verdi, Santuzza en Cavalleria rusticana de Mascagni y Margherita en Mefistófeles de Boito. Durante los siguientes tres años, apareció en varios teatros de ópera más en Italia, incluidos La Fenice en Venecia, La Scala en Milán y el Teatro Costanzi en Roma; y también actuó en el Luzerner Theater en Suiza. Su repertorio en Italia también incluyó el papel de Salomé en Hérodiade de Massenet y los papeles principales en La Wally de Catalani, y Tosca y Madama Butterfly de Puccini.
En 1910, White regresó a los Estados Unidos para convertirse en artista residente de la Chicago Grand Opera Company (CGOC); haciendo su debut con la compañía como Minnie en el estreno en Chicago de La fanciulla del West de Puccini. También cantó Minnie para las primeras representaciones de La fanciulla del West en las ciudades de Milwaukee (1910) y Boston (1911); este último con la Compañía de Ópera de Boston.

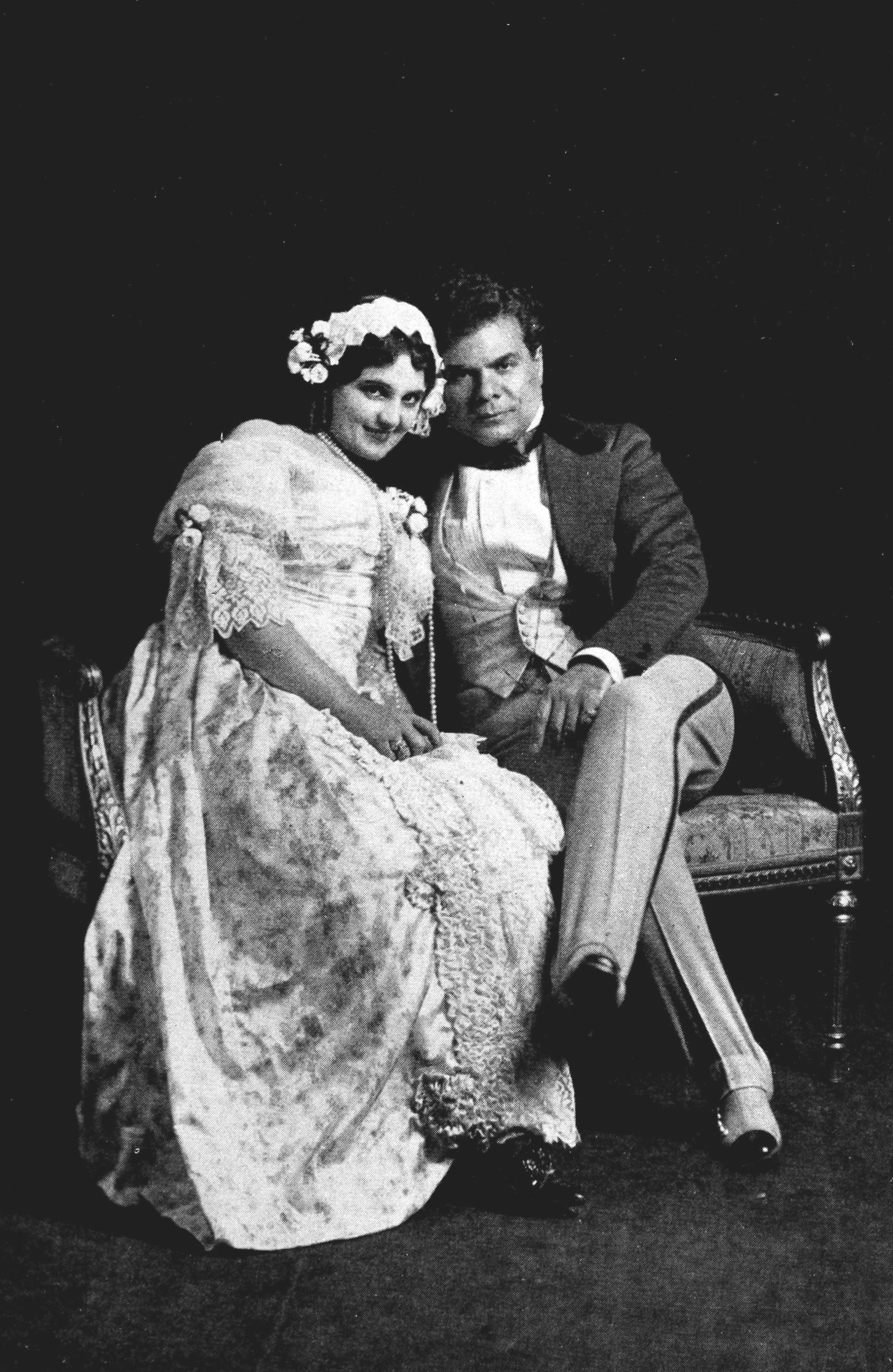
White y Mario Sammarco en el estreno estadounidense de El secreto de Susana el 14 de marzo de 1911 en la antigua Metropolitan Opera House.

White permaneció en la CGOC durante cuatro temporadas; haciendo su última aparición con la compañía en 1914. Los aspectos más destacados de su carrera con la CGOC incluyeron interpretar el papel de Maliella en el estreno en los Estados Unidos de Las joyas de la señora en 1912, y Fleana en el estreno en los Estados Unidos de Zingari en 1913. También apareció con la CGOC (entonces conocida como Philadelphia-Chicago Grand Opera Company) en el estreno estadounidense de El secreto de Susana el 14 de marzo de 1911, para un compromiso fuera de la ciudad en la Metropolitan Opera House de Nueva York. Su otro repertorio en Chicago incluyó a Bárbara de la Guerra en Natoma de Herbert, La condesa Almaviva de Mozart en Las bodas de Fígaro, y Donna Elvira en Don Giovanni, Giulietta en Los cuentos de Hoffmann de Offenbach, Santuzza, y los papeles principales en Manon Lescaut de Puccini, La Gioconda de Ponchielli, y Aida; siendo este último papel el papel por el que fue más conocida tanto en Chicago como en Europa.
Después de dejar la CGOC en 1914, White se desempeñó principalmente como cantante de concierto. En 1917 actuó en operetas en la ciudad de Nueva York. Después de su divorcio de Paolo Longone en 1922, dejó de actuar. Murió el 5 de octubre de 1961 en Roma.
White realizó varias grabaciones tanto de arias de ópera italianas como de canciones populares inglesas con Columbia Records durante la segunda década del siglo XX; algunos de los cuales fueron incluidos en The Record of Singing de EMI. Además de su trabajo como soprano, White tuvo una breve carrera como actriz, apareciendo junto a Enrico Caruso en la película muda My Cousin (1918), una de las dos únicas películas que hizo el tenor.